# Outcast (comic book)
Pour les articles homonymes, voir Outcast.
Outcast est une série de comic books américains, scénarisée par Robert Kirkman et dessinée par Paul Azaceta, publiée par Image Comics depuis 2014. L'édition française, traduite par Hélène Remaud, est publiée par Delcourt depuis le 1er avril 2015.
Avant la première publication, Kirkman commence à développer une adaptation pour la télévision, dont les droits sont acquis par Cinemax. La diffusion de la série télévisée débute en juin 2016,.

## Synopsis
Outcast traite de l'exorcisme, son récit est axé sur le surnaturel et se veut terrifiant. La série met en scène Kyle Barnes et d'autres protagonistes dont la vie est tragiquement marquée. Kyle vit reclus dans la maison de sa mère, il a perdu la garde de sa fille. Sa vie semble liée à de nombreux démons : sa mère, possédée, qui le battait, sa femme, possédée, qui battait sa fille... Mais curieusement, il a le pouvoir d'évacuer, douloureusement, les démons en touchant la personne qu'ils possèdent. Il est reconnu par un prêtre exorciste qui lui demande de l'aide pour un garçon nommé Joshua... De fil en aiguille, Kyle se lance dans une quête pour comprendre, et espère pouvoir un jour récupérer sa fille. Quant aux démons, ils semblent le reconnaître comme un « banni », et un personnage mystérieux semble prêt à tout pour que Kyle et le révérend ne s'approchent pas plus de la vérité.
La narration inclut de nombreux flashbacks, les dialogues sont réalistes et les illustrations sont destinées à dépeindre une ambiance sombre.

## Liste des volumes
En France
1. Possession (Épisodes 1-6 US) - Sélection officielle du Festival d'Angoulême 2016. Sortie en 2015.
2. Souffrance (Épisodes 7-12 US). Sortie début 2016.
3. Une petite lueur (Épisodes 13-18 US). Sortie novembre 2016.
4. Sous l'aile du diable (Épisodes 19-24 US). Sortie juin 2017.
5. Une nouvelle voie (Épisodes 25-30 US). Sortie février 2018.
6. Invasion (Épisodes 31-36 US). Sortie octobre 2018.
7. L'Emprise des ténèbres (Épisodes 37-42 US). Sortie novembre 2019.
8. La Fusion (Épisodes 43-48 US). Sortie juillet 2021.

## Adaptation

### Télévision
Cinemax acquiert les droits pour produire un programme basé sur le comic book en 2013. Dix épisodes sont annoncés, ainsi que les rôles attribués à Patrick Fugit (Kyle Barnes) et Philip Glenister (révérend Anderson). La série télévisée Outcast commence sa diffusion en juin 2016.